# 태감
태감(太监)은 환관의 우두머리를 뜻하는 중국의 관직이다. 북위에서 처음 실시되었으며 주로 여성 여관 (女官)들의 칭호 중 하나로 사용되었지만 명나라 때 부터는 고위 환관의 칭호가 되었고, 청나라 1912년 청나라가 멸망한 후에 해당 관직은 사라지게 되었다.